# Дялул-Штефеніцей
Дялул-Штефеніцей, Дялу-Штефеніцей (рум. Dealul Ștefăniței) — село у повіті Бистриця-Несеуд в Румунії. Входить до складу комуни Ромуль.
Село розташоване на відстані 372 км на північ від Бухареста, 49 км на північ від Бистриці, 108 км на північний схід від Клуж-Напоки.

## Населення
За даними перепису населення 2002 року у селі проживали 425 осіб, усі — румуни. Усі жителі села рідною мовою назвали румунську.